# Spiritisme abracadabrant
Pour plus de détails, voir Fiche technique et Distribution.
Spiritisme abracadabrant est un film de Georges Méliès sorti en 1900 au début du cinéma muet. Ce film est parfois nommé Spiritisme extravagant ou Spiritisme fin de siècle.

## Synopsis
Sur le thème du déshabillage impossible, un spirite a maille à partir avec ses vêtements. Quand ce n'est pas son chapeau qui disparaît, c'est un autre objet ! Ce film est en noir et blanc.

## Distribution
- Georges Méliès : Le comique excentrique ou le spirite.